# Kānī Gorgeh
Kānī Gorgeh (persiska: كانی گرگه) är en ort i Iran.   Den ligger i provinsen Västazarbaijan, i den nordvästra delen av landet, 500 km väster om huvudstaden Teheran. Kānī Gorgeh ligger 1 575 meter över havet och antalet invånare är 102.
Terrängen runt Kānī Gorgeh är kuperad åt sydost, men åt nordväst är den platt. Runt Kānī Gorgeh är det ganska tätbefolkat, med 139 invånare per kvadratkilometer. Närmaste större samhälle är Āghjīvān, 5,4 km öster om Kānī Gorgeh. Trakten runt Kānī Gorgeh består i huvudsak av gräsmarker.